# مقاطعة شيلبي (كنتاكي)
مقاطعة شيلبي (بالإنجليزية: Shelby County, Kentucky)‏ هي إحدى مقاطعات ولاية كنتاكي في الولايات المتحدة. تأسست سنة 1792، بلغ عدد سكانها 42074 نسمة في عام 2010 حسب إحصاء مكتب تعداد الولايات المتحدة .

## أعلام
- ويتني يونغ
- هنري بيب
- هنري كلاي فراي
- بريسيلا بيرد
- تشارلز لينش
- فيل هانكينسون
- ويليام لوغان

## وصلات خارجية
- www.shelbycountykentucky.com
- United States Counties